# Jean-Baptiste Millet (artiste)
Ne doit pas être confondu avec Jean-François Millet.
Jean-Baptiste Millet né à Gréville-Hague le 17 juin 1830 et mort à Auvers-sur-Oise en mars 1906 est un peintre, graveur sur bois et sculpteur français.
Il est le frère cadet du peintre Jean-François Millet (1814-1875).

## Biographie

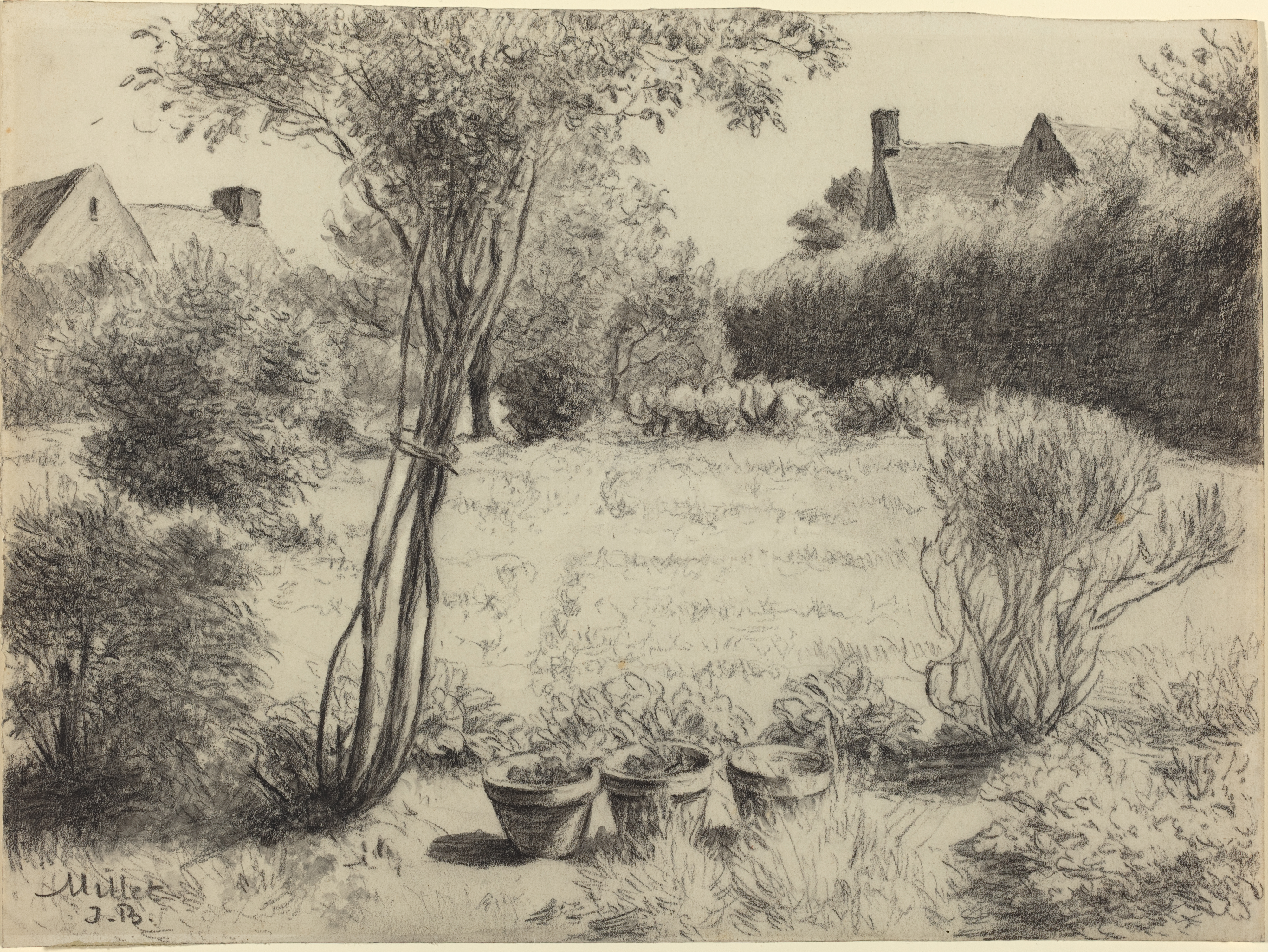
Jardin ensoleillé, dessin, Washington, National Gallery of Art.

Jean-Baptiste Millet est issu comme son frère Jean-François d'une famille de fermiers normands. Le travail agricole et les paysages champêtres sont les principaux motifs de ses dessins et aquarelles. Il interprète sur bois plusieurs œuvres de son frère qui semble avoir été son maître. Il expose de 1870 à 1880 au Salon de Paris, des aquarelles inspirées des paysages de Barbizon où il réside à cette époque, et, en 1876, il participe avec dix aquarelles à la deuxième exposition des impressionnistes à la galerie Paul Durand-Ruel à Paris.
Moins connu reste son travail de sculpteur sur pierre : dans les années 1850, aux côtés de Geoffroy Dechaume et sous la direction d'Eugène Viollet-le-Duc, il a participé à des chantiers de restauration sur les sites de la cathédrale Notre-Dame de Paris et la basilique Sainte-Marie-Madeleine de Vézelay.
En 1878, il part s'installer du côté de Pontoise et peint les environs. Puis, vers 1880, il cesse d'exposer au Salon et s'installe du côté de Saumur.
Marié, il a un fils, Pierre Millet.
Jean-Baptiste Millet meurt en mars 1906 et est inhumé au cimetière d'Auvers-sur-Oise.
En 1914-1915, un cousin par alliance de Millet, le docteur Ono, fait don d'une importante collection de ses œuvres acquises avant 1880 à la ville de Cherbourg, où le musée Thomas-Henry conserve quelques-unes des œuvres de Jean-Baptiste Millet.